# Famille de Lamarzelle
La famille de Lamarzelle est une famille subsistante de la noblesse française, originaire de la Manche puis établie en Bretagne.

## Histoire
La famille de Lamarzelle est originaire de Saint-James, dans la Manche. Elle s'établit en Ille-et-Vilaine en 1761 par mariage, puis à Vannes à la fin du XVIIIe siècle. Elle est connue aux XIXe et XXe siècles pour l'imprimerie et maison d'édition Lamarzelle, et pour ses vignes dans le golfe du Morbihan qui produisaient la « fine de Rhuys ». Elle a donné un député.
La famille est maintenue noble en 1752 par les commissaires,,.

## Filiation
La descendance d'Alexandre de La Marzelle qui épouse en 1660 Marie Renée de Colibeau est connue par les travaux d'Henri Frotier de La Messelière et Pol Potier de Courcy, synthétisés par Henri Jougla de Morenas. La lecture des registres de l'état civil permet de s'assurer de la subsistance de cette famille depuis le XVIIIe siècle.
- Alexandre de Lamarzelle épouse Marie Renée de Colibeau.
  - Isaac de Lamarzelle (15 septembre 1670 à Saint-Martin-de-Landelles (Manche) - 15 février 1721 à Saint-James (Manche)), écuyer. Il épouse Julienne Besnard.
    - Julien Anne de La Marzelle (23 janvier 1709 à Saint-James - 2 janvier 1770 à Villamée (Ille-et-Vilaine)), écuyer. Il épouse le 24 janvier 1729 à Montjoie-Saint-Martin (Manche) Julienne Roulier.
      - Léonore Marie de Lamarzelle (10 décembre 1743 à Saint-James - 19 juin 1789 à Lécousse (Ille-et-Vilaine)), écuyer. Le 3 février 1761 à Fougères, il épouse Félicité Suzanne Poirier. Alexis de Lamarzelle
        - Alexis de Lamarzelle (20 novembre 1765 à Villamée - 29 mai 1832 à Vannes), maire de Vannes du 18 mars 1808 au 24 août 1815, nommé chevalier de la Légion d'honneur par décret du 16 décembre 1819, il est fait chevalier dans l'ordre royal de la Légion d'honneur le 2 avril 1820[4]. Le 8 juin 1799 à Vannes, il épouse Jeanne Mathurine Mahé.
          - Alexandre de la Marzelle[a] (1802-1884). Il épouse Julie Joséphine Charlotte de Manneville.
            - Ernest Charles Joseph de Lamarzelle (1825-1902), capitaine à la garde nationale mobile du Morbihan ; nommé chevalier de la Légion d'honneur par décret du 17 septembre 1871, il est fait chevalier dans l'ordre national de la Légion d'honneur le 26 novembre 1871 après avoir participé au siège de Paris[5]. Il épouse Mélanie Caroline Marie Louise Desgoulle.
            - Gustave de Lamarzelle (1828-1900). Il épouse Françoise Elisabeth Pain.
              - Gustave de Lamarzelle (1852-1929), député. Il épouse Jeanne Joséphine Marie Halloy.
                - Jean de Lamarzelle (9 juin 1881 à Paris 7e - 20 novembre 1925 à Clermont-Ferrand), officier d'artillerie puis de cavalerie. Engagé volontaire pour trois ans en 1900, il intègre l'École spéciale militaire de Saint-Cyr au sein de la 85e promotion (1900-1902) dite « du Tchad ». En 1914, il est capitaine au 19e régiment de chasseurs. Il passe ensuite à l'artillerie en 1918. Il est cité à l'ordre du corps de cavalerie le 14 juin 1918. Le 26 janvier 1907 à Paris 7e, il épouse Madeleine de Nolet de Malvouë[6].
                  - Yves de Lamarzelle (6 janvier 1908 à Auxonne (Côte-d'Or) - 1er mars 1999 à Mortagne-au-Perche), lieutenant-colonel d'aviation. Le 16 juillet 1931 à Clermont-Ferrand, il épouse Odette Falcon de Longevialle[7] (1909-1997). De ce mariage naissent six enfants dont descendance importante[8].
                  - Robert de Lamarzelle (1909-1992), moine bénédictin à Fontgombault[9].

                - Henri de Lamarzelle (1886-1950) de la Compagnie de Jésus[9].

## Personnalités
- Alexandre de la Marzelle (1802-1884)

- Gustave de Lamarzelle (1828-1900)
- Gustave de Lamarzelle (1852-1929)

## Armes
- D'azur à la fasce d'or chargé de 3 boucles de sable accompagnées en chef d'un lévrier issant d'argent[1]
- alias : D’azur à la fasce d’or, chargée de trois fermaux de sable et surmontée d’un lévrier issant d’argent[3]

## Pour approfondir